# Église Notre-Dame des Rosiers-sur-Loire
L'église Notre-Dame est une église située aux Rosiers-sur-Loire, en France.

## Localisation
L'église est située dans le département français de Maine-et-Loire, sur la commune des Rosiers-sur-Loire.

## Historique
Le clocher est classé au titre des monuments historiques en 1971 et le reste de l'église inscrit à la même date.